# Silene campanula
Silene campanula är en nejlikväxtart som beskrevs av Christiaan Hendrik Persoon. Silene campanula ingår i släktet glimmar, och familjen nejlikväxter. Inga underarter finns listade i Catalogue of Life.